# João Joaquim Isidro dos Reis

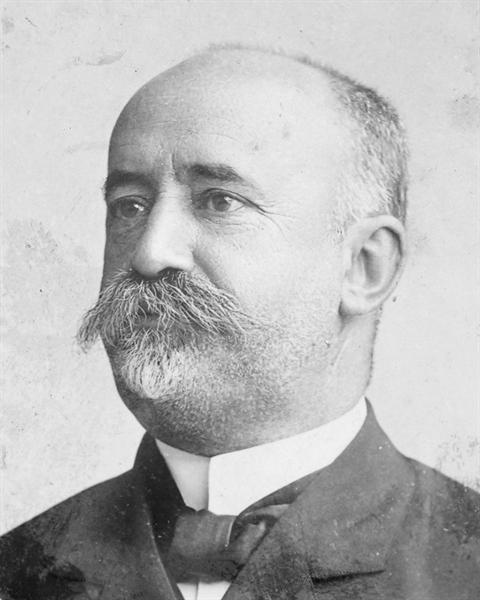
João Joaquim Isidro dos Reis

João Joaquim Isidro dos Reis (Chamusca, 4 de Dezembro de 1849 - Pinheiro Grande, 17 de Agosto de 1924) foi um político português do período final da Monarquia Constitucional. 
Estudou Direito na Universidade de Coimbra de 1871 a 1876. 
Foi deputado por Tomar, Santarém e Golegã pelo Partido Progressista.
Em 1879, intercedeu junto do governo, para que fosse criada de novo a comarca da Chamusca, ou fizessem uma Ponte sobre o rio Tejo.
O projeto da Ponte Isidro dos Reis foi aprovado e autorizado a sua construção deu-se em 1899.
O seu nome consta da lista de colaboradores da Revista de turismo  iniciada em 1916.